# Vernaccia di San Gimignano (vitigno)
La Vernaccia di San Gimignano è un vitigno bianco italiano, prodotto nelle colline intorno alla città italiana di San Gimignano in Toscana. È stato il primo vino italiano ad ottenere la Denominazione di Origine Controllata (DOC) nel 1966 e il 9 luglio 1993 è stata elevata a Denominazione di Origine Controllata e Garantita (DOCG).
La prima menzione documentata del vino appare negli archivi di San Gimignano del 1276. A causa delle difficoltà nella coltivazione dell'uva Vernaccia, il vino cadde in disgrazia all'inizio del 20º secolo quando furono piantate le uve Trebbiano e Malvasia più prolifiche. Dal 1960, la Vernaccia di San Gimignano ha vissuto una rinascita poiché le sue qualità distintive e fresche l'hanno stabilito come un'alternativa popolare ai vini più blandi, prodotti da miscele Trebbiano e Malvasia.

## Storia
La varietà toscana di Vernaccia sembra essere una varietà antica, ma gli ampelografi non sono d'accordo sul fatto che le origini dell'uva siano dell'Europa orientale, greca o romana. Nel Medioevo, un vino Vernaccia noto come Vernage era popolare a Londra